# NGC 3106
NGC 3106 (другие обозначения — UGC 5419, MCG 5-24-9, ZWG 153.13, NPM1G +31.0177, PGC 29196) — линзообразная галактика (S0) в созвездии Малый Лев.
Этот объект входит в число перечисленных в оригинальной редакции «Нового общего каталога».
В 1983 году в галактике была обнаружена сверхновая.